# Historisierend

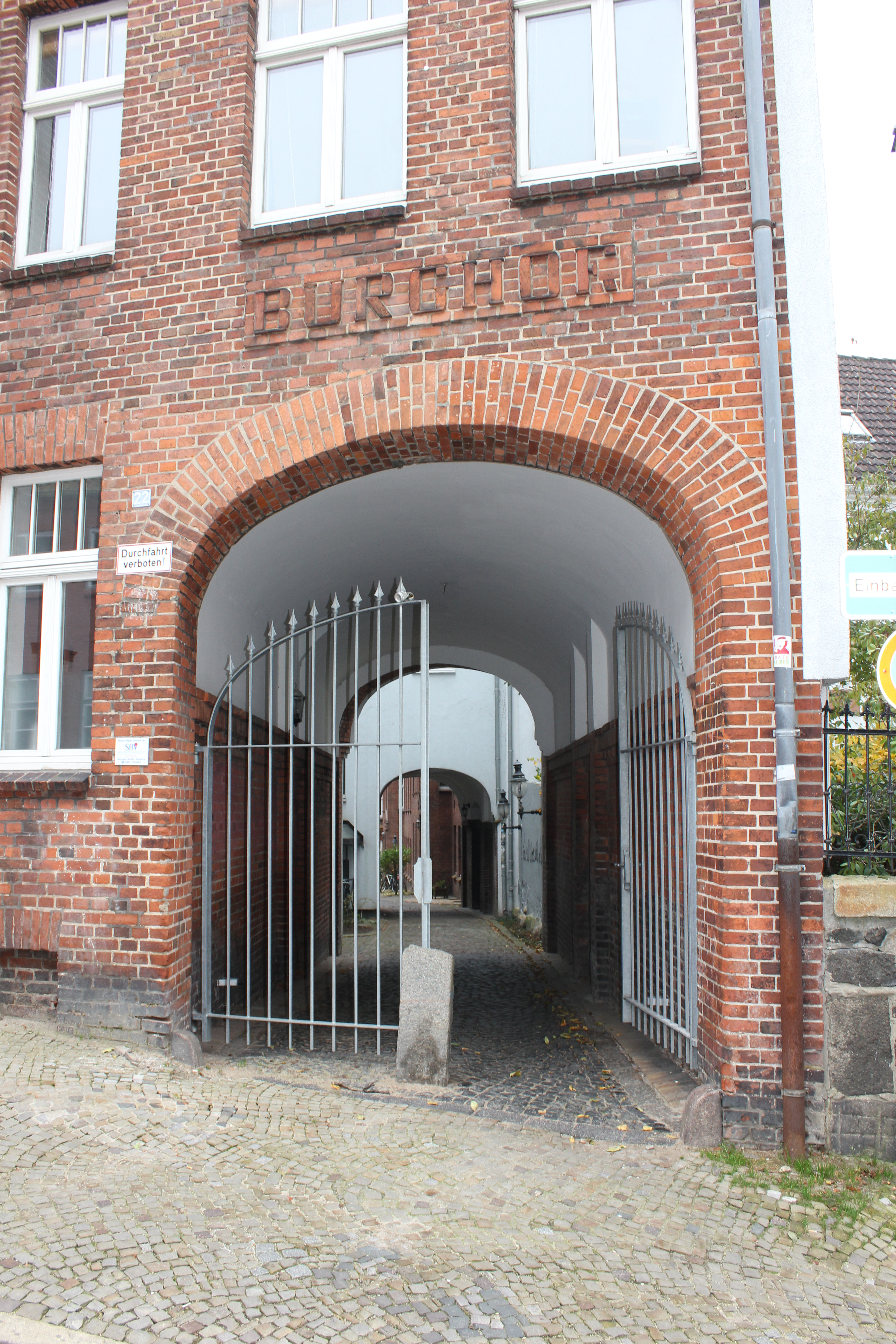
Zugang mit Schriftzug zum Burghof in Flensburg, von der Seite, wo ehemals die Turmburg vom Norderkuhgang stand

Als historisierend werden Rekonstruktionen von Vorgängen oder Gegenständen früherer Epochen bezeichnet, die in wesentlichen Aspekten nicht mit dem Original übereinstimmen und trotzdem beim Laien den Eindruck erwecken, eine historisch belegte Rekonstruktion oder gar ein Original zu sein.
Als prägnantes Beispiel kann die Mittelalterszene mit ihren Märkten herangezogen werden. Die Kleidung vieler Darsteller und Besucher ist historisierend, da sie aus modernen Materialien hergestellt wurde und Fantasie-Elemente enthält. Die Kleidung entspricht somit nicht der dargestellten Zeit.
Insbesondere historisierendes Bauen, selbst in Form von originalgetreuen Rekonstruktionen, wird von Architekten kontrovers diskutiert. Ein Fall frühen historisierenden Bauens stellt der denkmalgeschützte Burghof von 1909/10 in Flensburg dar, welcher vom Architekten Paul Ziegler stammt. Ein prominentes Beispiel historisierenden Bauens stellt der Wiederaufbau der flandrischen Altstadt von Ypern nach der Zerstörung im Ersten Weltkrieg dar.
Als aktuelles Beispiel kann der Bereich zwischen Berlin-Mitte und Brandenburger Tor bis hin zur Rekonstruktion des Berliner Schlosses herangezogen werden. Hier lassen sich Entwicklungen unterschiedlicher Architektur-Auffassungen in West- und Ost-Berlin sowie nach der Wiedervereinigung bis in die heutige Zeit zwischen den Vertretern der Europäischen Stadt und der Modernen Architektur deutlich erkennen.